# Emil Keßler
Emil Julius Carl von Keßler,  também escrito Kessler (Baden-Baden, 20 de agosto de 1813 – Esslingen am Neckar, 16 de março de 1867), foi um empresário alemão, fundador da Maschinenbau-Gesellschaft Karlsruhe e da Maschinenfabrik Esslingen.

## Vida profissional
Keßler frequentou o Pädagogium em Baden-Baden e depois estudou engenharia civil e engenharia mecânica no Polytechnikum Karlsruhe. Em 1837 fundou com Theodor Martiensen em Karlsruhe a Maschinenfabrik Emil Kessler & Theodor Martiensen, na qual foram fabricados dispositivos, pequenas máquinas e acessórios ferroviários. Em 1840/1841 a Königliche Württembergische Eisenbahnkommission solicitou ofertas para iniciar a construção de linhas férreas e a aquisição de material circulante para as Königlich Württembergische Staats-Eisenbahnen, tendo Kessler obtido êxito em sua licitação. Em 1841 fabricou a primeira locomotiva construída em Baden, com o nome "Badenia", para a Großherzoglich Badische Staatseisenbahnen.
A partir de 1842 Keßler foi o único proprietário da nova empresa Kesslers Maschinenfabrik. Em 1848 foi convertida em uma Aktiengesellschaft (Sociedade Anônima), tendo Keßler perdido uma grande parte de seus ativos. No entanto permaneceu como diretor até que a empresa foi liquidada em 30 de outubro de 1851 e adquirida em 1852 pelo Grão-Ducado de Baden. Após esta perda Kessler retirou-se de Karlsruhe e mudou-se em 2 de maio de 1852 para Esslingen.
Lá havia vencido em 1845 uma licitação iniciada pelo governo de Württemberg para uma fábrica de máquinas, que se destinava principalmente a fornecedores de material ferroviário. Assim Emil Keßler fundou em 186 a Maschinenfabrik Esslingen, a oeste da Pliensaubrücke em Esslingen, que entregou sua primeira locomotiva em 1847. Durante sua vida foram fabricadas um total de cerca de 800 locomotivas. Os veículos ferroviários Esslingen foram produtos de exportação populares devido à sua adequação para regiões montanhosas.

## Família
Emil Kessler foi casado duas vezes e teve cinco filhos. Do primeiro casamento com Caroline Sachs (1815-1842) nasceram Emil von Kessler e Carolina Keßler. Em seu segundo casamento com Charlotte, née Bauer (1820–1861) nasceram Ludwig Keßler, que dirigiu a Maschinenfabrik Esslingen a partir de 1907, e duas outras filhas
Emil Keßler Senior morreu em 16 de março de 1867 em Esslingen am Neckar vitimado por um infarto agudo do miocárdio. Foi sepultado no Hoppenlaufriedhof em Stuttgart e depois trasladado para uma sepultura familiar no Pragfriedhof também em Stuttgart.